# Trichogrammatoidea
Trichogrammatoidea is een geslacht van vliesvleugeligen uit de familie Trichogrammatidae. De wetenschappelijke naam van dit geslacht is voor het eerst geldig gepubliceerd in 1911 door Girault.

## Soorten
Het geslacht Trichogrammatoidea omvat de volgende soorten:
- Trichogrammatoidea annulata De Santis, 1972
- Trichogrammatoidea armigera Manjunath, 1972
- Trichogrammatoidea bactrae Nagaraja, 1979
- Trichogrammatoidea bennetti Nagaraja, 1983
- Trichogrammatoidea brasiliensis (Ashmead, 1904)
- Trichogrammatoidea citri (Risbec, 1955)
- Trichogrammatoidea cojuangcoi Nagaraja, 1984
- Trichogrammatoidea combretae (Risbec, 1951)
- Trichogrammatoidea cryptophlebiae Nagaraja, 1979
- Trichogrammatoidea eldanae Viggiani, 1979
- Trichogrammatoidea flava Girault, 1912
- Trichogrammatoidea fulva Nagaraja, 1979
- Trichogrammatoidea fumata Nagaraja, 1979
- Trichogrammatoidea guamensis Nagaraja, 1979
- Trichogrammatoidea hypsipylae Nagaraja, 1979
- Trichogrammatoidea kayo (Risbec, 1951)
- Trichogrammatoidea lutea Girault, 1911
- Trichogrammatoidea nana (Zehntner, 1896)
- Trichogrammatoidea nodicornis (Westwood, 1879)
- Trichogrammatoidea prabhakeri Nagaraja, 1979
- Trichogrammatoidea robusta Nagaraja, 1979
- Trichogrammatoidea ruficorpa Yousuf & Hassan, 2006
- Trichogrammatoidea signiphoroides Brèthes, 1913
- Trichogrammatoidea simmondsi Nagaraja, 1979
- Trichogrammatoidea stammeri (Novicky, 1946)
- Trichogrammatoidea tenuigonadium Tian & Lin, 2009
- Trichogrammatoidea thoseae Nagaraja, 1979